# Wapen van Andijk

Het wapen van Andijk

Het wapen van Andijk werd op 26 juni 1816 aan de gemeente Andijk toegekend en werd gebruikt tot 1 januari 2011, op die datum fuseerde de gemeente met de gemeentes Medemblik, en Wervershoof. Op het wapen staat een dijkwacht, deze functie werd in de jaren 1800 rond de Zuiderzee vervuld omdat er altijd kans was op een dijkdoorbraak. Om op tijd gewaarschuwd te kunnen worden rustten dorpen mannen te paard uit die de dijken in de gaten moesten houden. Deze en een aantal andere functies zijn later opgegaan in het Hoogheemraadschap Noordhollands Noorderkwartier.

## Blazoen
De beschrijving van het wapen luidt als volgt: "Een veld van zilver waarop een ruiter te paard, houdende een vaandel in de hand." Hierin staat niet vermeld dat het wapen zilver van kleur is, het vaandel en zadel beide azuur (blauw) van kleur zijn. Het paard en de ruiter zijn beide natuurlijke van kleur. De ruiter draagt een purperen jas en schoenen en baret van sabel (zwart), de veer op het baret is zilver. Op het vaandel staan de letter AD, staande voor Andijk. De grond waarop het paard staat is van sinopel (groen).